# Блокада Німеччини (1914–1919)
Блокада Німеччини або Блокада Європи — тривала морська блокада, яка проводилася союзниками під час і після Першої світової війни з 1914 по 1919 рік. Метою блокади було обмежити морське постачання товарів до Центральних держав, до яких входили Німеччина, Австро-Угорщина та Османська імперія. Блокада вважається одним із ключових елементів остаточної перемоги союзників у Першій світовій війні. Обмежене постачання стратегічних матеріалів, таких як металеві руди та нафта, мало згубний вплив на військові зусилля Центральних держав, незважаючи на винахідливі спроби знайти інші джерела чи заміну.
Через низку подій союзники по Антанті оголосили продовольчі товари контрабандою. Саме продовольчий аспект блокади до сьогодні залишається найбільш суперечливим. У грудні 1918 року Німецька рада громадської охорони здоров'я стверджувала, що 763 000 німецьких мирних жителів уже померли від голоду та хвороб, спричинених блокадою. Академічне дослідження, проведене в 1928 році, встановило кількість смертей у 424 000. Аналогічні або менші цифри надали пізніші дослідники, які однак, зауважили на ускладнення з розрізненням смертей від епідемії іспанки та безпосередньо недоїдання та голоду. Під час продовження блокади після перемир'я в 1919 році загинуло не менше 100 000 людей. Однак було зазначено, що під час війни в Сполучених Штатах була навіть трохи більша надмірна смертність серед цивільного населення. Велика Британія, країна, яка набагато менше постраждала від нестачі їжі (хоча це також можна пояснити епідемією грипу та хворобами такі як бронхіт і туберкульоз, які не були строго пов’язані з харчуванням). 
І Німеччина, і Сполучене Королівство значною мірою покладалися на імпорт, щоб прогодувати своє населення та забезпечити свою військову промисловість. Імпорт продовольства та військової техніки для європейських воюючих держав надходив переважно з Америки. Їх потрібно було переправляти через Атлантичний океан, що змусило Британію та Німеччину прагнути блокувати одна одну. Британський Королівський флот був чисельно переважаючим і міг діяти по всій Британській імперії, тоді як німецький надводний флот Кайзерліхе був в основному обмежений Німецькою затокою, використовуючи свої торговельні рейдери та підводні човни в інших місцях. Німеччина спочатку могла використовувати нейтральні країни як канал для глобальної торгівлі, але зрештою британський тиск, американська участь і німецькі помилки призвели до повної економічної ізоляції.

## Передумови
Перед Першою світовою війною в Вайтголлі в 1905–1906 роках відбулася серія конференцій щодо військового співробітництва з Францією в разі війни з Німеччиною. Директор військово -морської розвідки Чарльз Оттлі стверджував, що двома функціями Королівського флоту в такій війні буде захоплення німецьких комерційних суден і блокада німецьких портів. Блокада вважалася корисною з двох причин: вона могла змусити ворожий флот до бою, і вона могла діяти як економічна зброя для знищення німецької торгівлі. Проте лише в 1908 році блокада Німеччини офіційно з’явилася у військових планах військово-морського флоту, і навіть тоді деякі офіційні особи сперечалися щодо того, наскільки це можливо. Плани залишалися в стані постійних змін і переглядів до 1914 року, коли флот не визначився, як найкраще провести таку блокаду. Традиційна «близька блокада» передбачала розміщення військових кораблів безпосередньо біля портів противника. До 1912 року вдосконалення військово-морської техніки, особливо торпедних катерів, мін, берегової артилерії та підводних човнів, викликало побоювання, що блокуючі кораблі будуть вразливими. Тому до липня 1914 року британці вирішили, що в разі війни з Німеччиною найкращою стратегією буде «дистанційна блокада», що контролює вхід до Атлантичного океану через Північне море. 
Між тим, Німеччина не створювала конкретних планів щодо управління своїми воєнними поставками продовольства, оскільки в мирний час вона виробляла близько 80% свого загального споживання. Німці також розраховували реквізувати постачання з окупованих територій, крім того, сухопутний імпорт із Нідерландів, Скандинавії та Румунії не постраждав від будь-якої морської блокади. Ключовим компонентом німецького військового мислення було усвідомлення того, що, незважаючи на постачання продовольства, перспектива Німеччини виграти тривалу війну з відносно слабкими союзниками проти Сполученого Королівства, Франції та Росії в будь-якому випадку була сумнівною. «План Шліффена» був продуктом такого мислення і залишив у Генеральному штабі впевненість у тому, що війна закінчиться (принаймні на заході) задовго до того, як брак продовольства міг би стати проблемою. Однак, як тільки стало ясно, що план Шліффена провалився і що Німеччині доведеться вести тривалу війну на два фронти, такі фактори, як призов сільськогосподарських робітників, реквізит коней, погана погода та відволікання азоту з виробництва добрив у військову вибухівку, разом спричинили падіння сільськогосподарського виробництва. 
Ключовим фактором стала Лондонська декларація 1909 року, яка намагалася встановити загальновизнані норми міжнародного права. Хоча він був підписаний, він ніколи не був офіційно ратифікований жодною країною (Сенат США дав згоду не вчасно до початку війни). Британці, зокрема, не повністю прийняли Декларацію, але й не знехтували нею повністю. Крім визначення певних правил поводження з нейтральними кораблями, декларація визначила три категорії нейтральних вантажів під час війни:
1. Абсолютна контрабанда , яка є явно військовим вантажем, який можна конфіскувати без попередження.
2. Умовна контрабанда – це товари подвійного призначення, в тому числі продукти харчування. Вони можуть бути захоплені, якщо «докажуть, що вони призначені для використання збройними силами або урядовим департаментом ворожої держави».
3. Товари, які не слід оголошувати контрабандою, наприклад, медичне приладдя, а також певна цивільна сировина та товари.

Англійці «змінили» та «доповнили» Декларацію під час своїх дій у війні.

## Блокада
Велика Британія, яка мала величезну морську силу, встановило морську блокаду Німеччини відразу після початку війни в серпні 1914 року. Вона була посилена кількома кроками. 
1. 20 серпня 1914 року - Морський орден у Раді оголосив, що умовна контрабанда буде розглядатися як абсолютна контрабанда.
2. 21 вересня 1914 року - Прокламація про контрабанду перенесла багато товарів зі списку «не оголошувати контрабандою» до списку умовної контрабанди.
3. 29 жовтня 1914 року через протести американців новий морський наказ у Раді скасував наказ від 20 серпня, але поклав на власників товарів обов’язок довести, що вантажі не були призначені для військових цілей.
4. 2 листопада 1914 року, звинувативши Німеччину в незаконному встановленні морських мін, Велика Британія оголосила Північне море «військовою зоною». Це означало, що для того, щоб «комерція всіх країн могла безпечно дістатися до місця призначення», було рекомендовано рух через територію за спеціальними смугами (щоб уникнути німецьких мін і британських мін, нібито встановлених для захисту від німецьких військових кораблів), змушуючи їх підкорятися британській інспекції[11].
5. 11 березня 1915 року в Морському наказі у Раді було оголошено, що британці «арештовуватимуть усі кораблі, що перевозять вантажі ймовірного призначення, власності чи походження ворога». Це було помстою за оголошення німецької «зони війни» у лютому 1915 року[12]

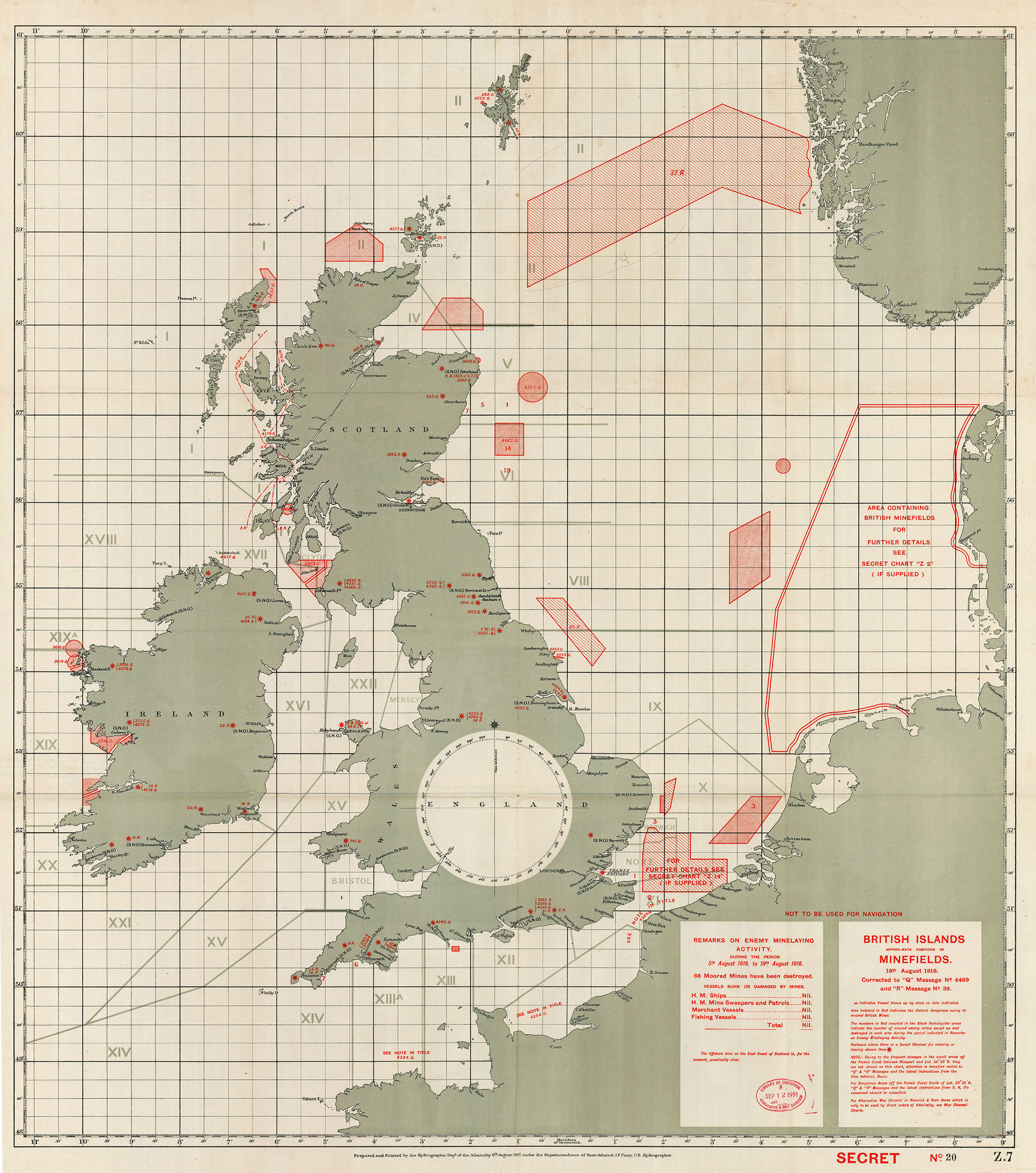
Офіційна карта Королівського флоту, що показує приблизне розташування морських мінних полів довкола Британських островів, 19 серпня 1918 року.

Останньому з цих заходів передував випадок SS  Wilhelmina  (1888), вантажного судна під прапором США, яке перевозило американські продукти харчування до Гамбурга. Власники вантажу видали гарантію, що їжа не буде використана німецькими військами, що було прийнято британцями. Однак, коли корабель був у дорозі, 26 січня 1915 року Бундесрат оголосив, що німецький уряд конфіскує все зерно в Німеччині. Британці інтерпретували цей указ як передачу продовольства під контроль німецької армії. Таким чином, Вільгельміна була затримана у Фалмуті, Корнуолл з 9 лютого, в той час як британці, німці та американці обговорювали, як указ вплинув на початкову гарантію. Наказ від 11 березня в Раді витіснив призове судове провадження, яке спочатку було заплановано на 31 березня, і врешті-решт це питання було вирішено в липні 1916 року лордом Мерсі, який наказав британському уряду викупити вантаж і відшкодувати збитки власникам суден. Претензії американців щодо нейтральних торговельних прав були відхилені
Згодом стало зрозуміло, що британські заходи практично перешкоджали морській нейтральній торгівлі з Центральними державами, включно з продовольчими товарами. Хоча британці уникали використання слова «блокада» у наведених вище заявах, їхні дії являли собою ефективну «віддалену блокаду», що прямо суперечило більшій частині Лондонської декларації. Британці захищали свої дії, вказуючи на те, що вони ніколи не ратифікували угоду. Стверджували, що вони були помстою за дії Німеччини, припускаючи, що Декларація не передбачала військового використання деяких товарів (таких як гума). Крім того, вони посилались на німецький юридичний аргумент, що прибережні міста можуть розглядатися як укріплення та піддаватися бомбардуванню. Незважаючи на протести, більшість нейтральних торговельних суден погодилися пришвартуватися в британських портах, щоб їх перевірили, а потім супроводили, за винятком будь-якого «нелегального» вантажу, призначеного до Німеччини, через британські мінні поля до місця призначення. 
У березні 1916 року за пропозицією Роберта Піта Скіннера, генерального консула США в Лондоні, процедура перевірки була значно спрощена для нейтрального судноплавства. Сертифікований маніфест можна було надіслати заздалегідь телеграмою до місцевого британського посольства, яке, за згодою, могло б видати документ, відомий як «navicert», який пересилався до Адміралтейства і дозволяв вантажу пройти через блокаду без необхідності перевірки. 
Британські острови утворили те, що адмірал Бітті описав як «великий хвилеріз у водах Німеччини, таким чином обмежуючи прохід суден до зовнішніх морів двома виходами». Дуврський патруль перекрив вузький Ла-Манш, тоді як Північний патруль перекрив Північне море через 155 миль (249 км) розрив між Шетландськими островами та Норвегією за підтримки величезного Великого флоту, що базується в Скапа-Флоу на Оркнейських островах. Британська флотилія підводних човнів діяла в Балтійському морі, щоб перешкоджати постачанню шведської залізної руди до Німеччини. У меморандумі до британського військового кабінету від 1 січня 1917 року зазначалося, що дуже мало вантажів надходить до Німеччини та її союзників через Північне море чи інші райони, такі як порти Австро-Угорщини на Адріатичному морі, які були піддані французькій блокаді з 1914 року.

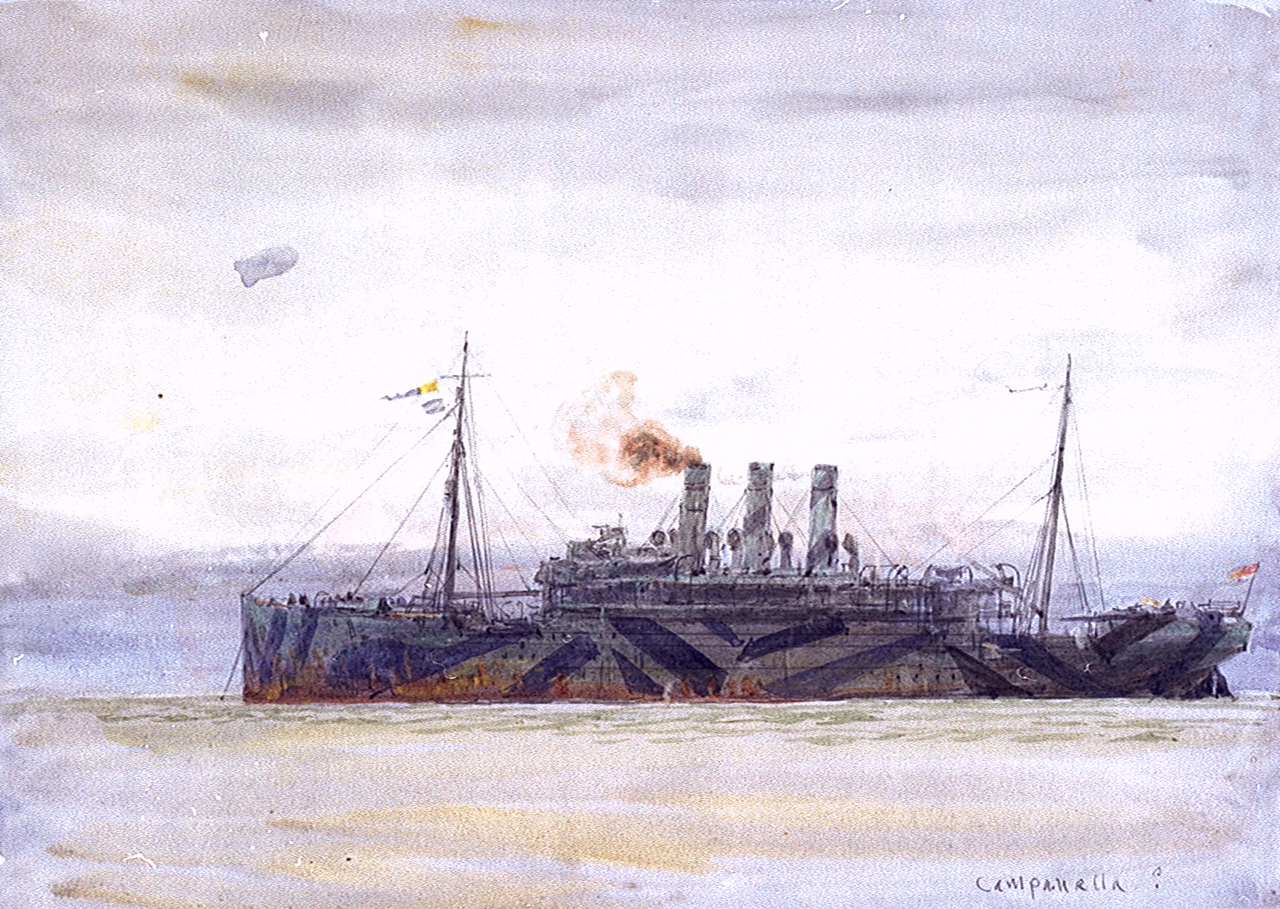
HMS Columbella, один із озброєних торгових крейсерів Північного патруля.

Німецький уряд розцінив блокаду як спробу довести країну через голод до поразки. У військовому плані вони намагалися відповісти подібним чином, зокрема за допомогою кампанії підводних човнів. Німецький флот відкритого моря також кілька разів намагався скоротити британський Великий флот і відновити доступ до життєво важливого імпорту. Морські конфлікти завершилися невирішеною битвою при Ютландії в 1916 році, коли так і не вдалося прорвати блокаду

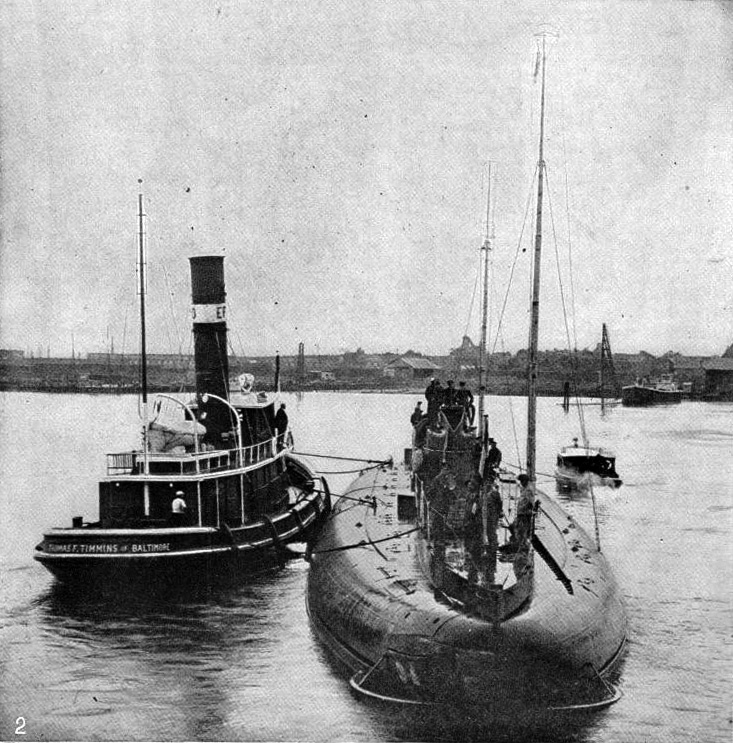
Німецький блокадний підводний човен Deutschland прибув до Балтімора в липні 1916 року.

Деякі німецькі торговельні кораблі служили для деблокади, які могли уникнути Північного патруля в періоди поганої видимості. Високі ціни спокусили нейтральне судноплавство до контрабанди стратегічних матеріалів, таких як гума, бавовна чи метали, які можна було приховати від огляду або занести до списку особистого багажу. Деякі нейтральні кораблі вступили в змову з німцями, дозволивши заарештувати себе в водах Данії. Але цього було недостатньо. Розпач у Німеччині ілюструє будівництво двох деблокадних підводних човнів Deutschland і Bremen.

## Зовнішні відносини
Хоча у військовому плані Велика Британія міцно контролювала ситуацію, дипломатична ситуація була більш нестабільною. Британська блокада не поширювалася на нейтральні країни, що оточували Німеччину, і тому не могла бути справді ефективною без їхньої співпраці. Німецькі ринки могли пропонувати високі ціни, тому імпорт з цих країн різко зріс. Нідерланди стали найбільшим постачальником продуктів харчування до Німеччини в 1915 році. Експорт сиру потроївся, а деяких інших продуктів — збільшився в п'ять разів. Німеччина заборонила їм експортувати до окупованої Бельгії, і голландські торговці виявили, що можуть отримувати прибуток, споживаючи імпорт та експортуючи вітчизняну продукцію, щоб обійти прохання союзників не дозволяти реекспорт. Щоб протидіяти цьому, з 1916 року держави Антанти укладали угоди про закупівлю товарів у цих країнах за цінами вищими за ринкові, щоб запобігти їх купівлі німцями. Ця операція контролювалася у Великій Британії Міністерством блокади. Спочатку це не було ефективним, тому, що Німеччина відповіла торпедуванням голландських кораблів, змушуючи їхній експорт прямувати до Німеччини. Інші британські чиновники вважали Швецію «головним винуватцем», оскільки вона також значно збільшувала імпорт з Америки, щоб мати змогу експортувати до Німеччини з прибутком. Експорт до Німеччини зі Швеції, Данії та Норвегії зріс у 1915 році та майже дорівнював втратам німців у торгівлі зі США. Антанта мало що могла зробити для втручання, оскільки шведи також контролювали транзит товарів до Росії. У 1916 році канцлер Німеччини Бетман-Гольвег заявив, що без підтримки нейтралів Німеччина б розпалася.

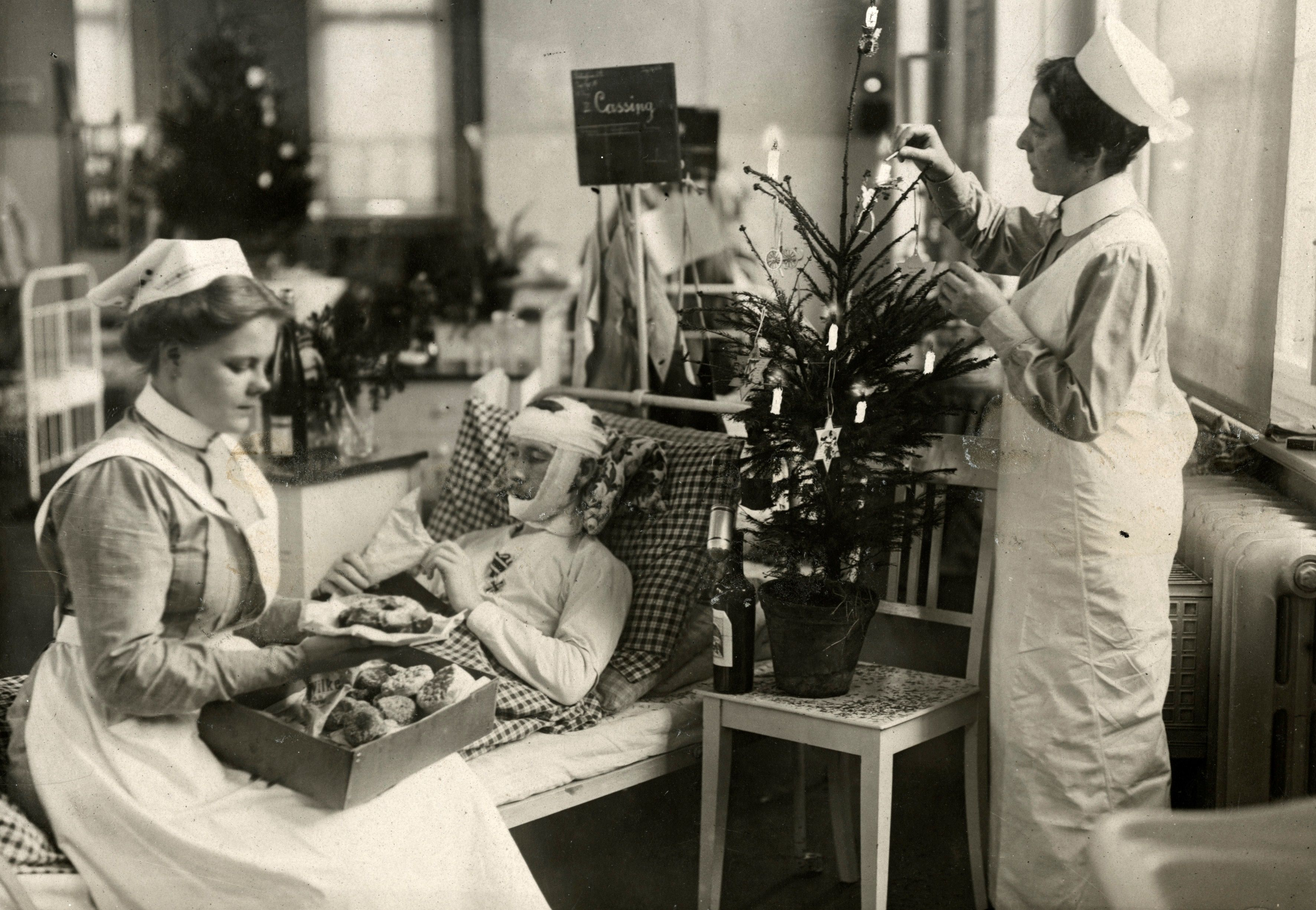
Різдво в німецькому шпиталі для поранених у Берліні, 1914 рік. На початку війни Німеччина ще могла компенсувати втрати від блокади.

Німці також активно лобіювали свої потреби перед урядом США, так і американською бізнес-спільнотою, щоб ті втрутилися. Німецькі дипломати неодноразово вказували на те, що блокада шкодить американському експорту. Під тиском, особливо з боку комерційних інтересів, які бажали отримати прибуток від торгівлі з обома сторонами під час війни, адміністрація Вудро Вільсона рішуче протестувала. Британія не бажала налаштовувати проти себе американців і створила програму купівлі американської бавовни. Це мало стати гарантією, що ціна залишатиметься вищою за рівень мирного часу, і заспокоїти торговців бавовною. Коли американські кораблі зупиняли з контрабандою, британці викуповували весь вантаж і відпускали судно без вантажу.

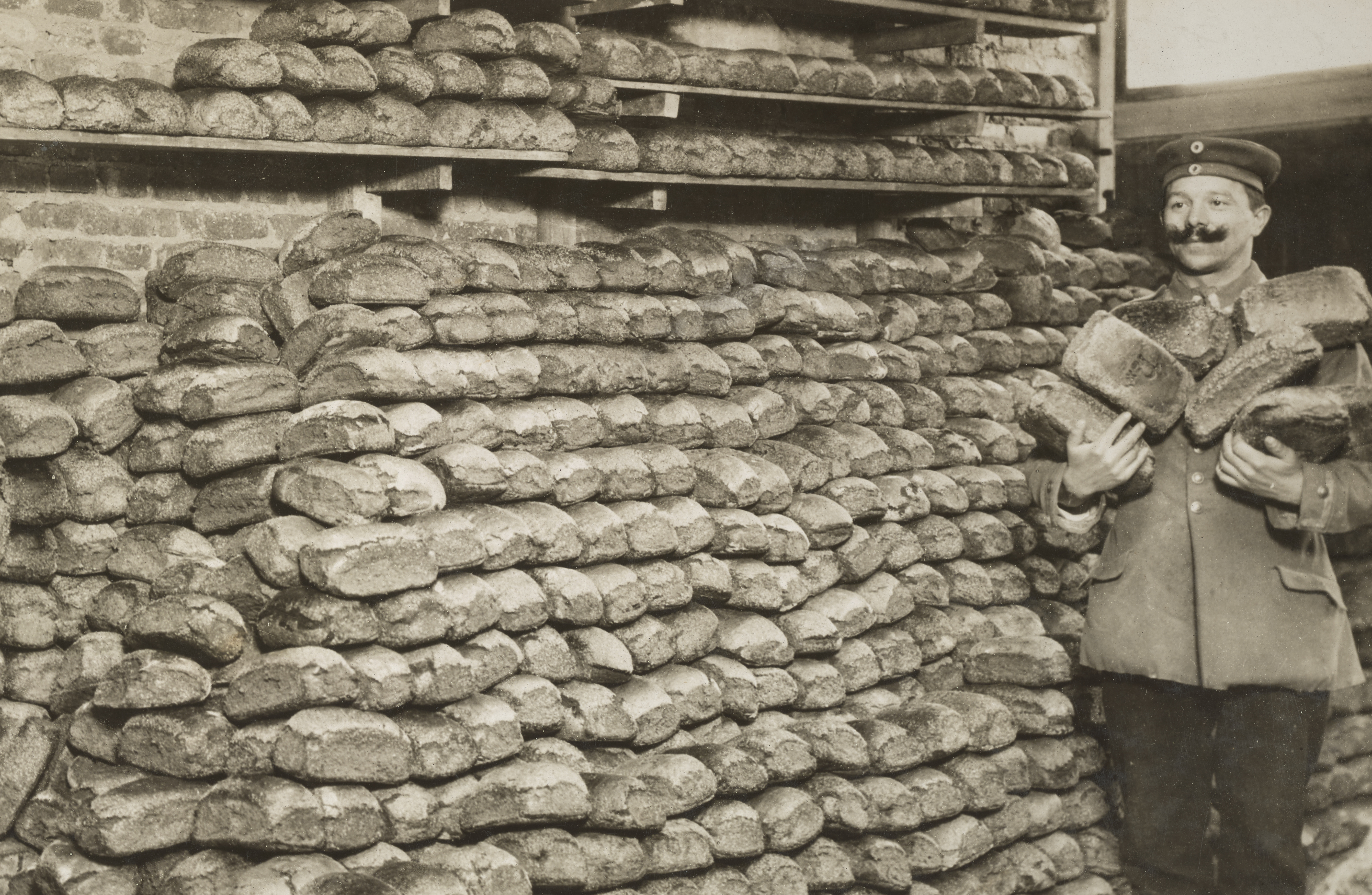
Німецька пропаганда заперечувала нестачу продовольства через морську блокаду.

Зрештою, британці досягли більшого успіху з нейтральними країнами, оскільки їхня блокада була спрямована на обмеження незручностей для нейтральних країн, тоді як зусилля Німеччини щодо рейдів на транспорт до Великої Британії призвели до відчуження світової громадськості та сприяло британським зусиллям. Наприклад, голландські дипломати пояснювали, що їхня співпраця з Німеччиною була зумовлена лише страхом, що німці в іншому випадку «безжально торпедуватимуть їхні судна». Британці також могли чинити тиск, контролюючи британський експорт, такий як вугілля та добрива, та погрожуючи потенційним продовженням блокади. В міру того, як війна тривала, нейтральні країни дедалі більше співпрацювали з британцями, і тому блокада нарешті почала набирати обертів. Ситуація лише погіршилася після оголошення Німеччиною у лютому 1917 року необмеженої підводної війни (що означало втрату нейтрального тоннажу як через потоплені кораблі, так і через реквізицію суден союзниками) та подальшого вступу Америки у Першу світову війну (що додало величезного тиску США на британські зусилля). Швеція, наприклад, була однією з останніх, хто здався. Навіть попри затоплення (до 1916 року) майже 100 їхніх кораблів німецькими підводними човнами, навіть під час невдалого врожаю 1916 року, коли Швеція постраждала від голоду, шведи продовжували експортувати продовольство та залізну руду до Німеччини. Але уряд Яльмара Гаммаршельда впав наступного року, і спільний англо-американський тиск змусив посилювати обмеження на експорт до Німеччини аж до повної заборони у травні 1918 року.
За словами історика Алана Крамера, важливішою проблемою для Німеччини було те, що Німеччина опинилась у стані війни з більшістю своїх торговельних партнерів. Крамер зазначає, що з 2,5 мільйонів тонн пшениці, імпортованої Німеччиною в 1913 році, 0,85 мільйона тонн надійшло з Канади та Росії, 0,09 мільйона тонн — з Румунії (яка приєдналася до союзників у 1916 році), а 1,0 мільйона тонн — зі США. Крім того, понад половина експорту Німеччини, яким вона могла розраховувати оплатити імпорт, припала на Велику Британію, Росію та Францію.

## Вплив на військові дії

### Стратегічні матеріали
До війни понад 50% німецького імпорту складала сировина або напівфабрикати для німецької промисловості; головним чином текстильні волокна та пряжа, шкури тварин, кольорові метали та руда металів, деревина, залізна руда, вугілля, сира нафта та нафтопродукти, селітра та каучук. Хоча на початку війни запаси стратегічних матеріалів становили лише три-шість місяців довоєнного споживання, Німеччина змогла пом'якшити наслідки блокади кількома способами. Металобрухт та сировина, такі як вугілля та залізна руда, вивозилися з окупованих територій Франції та Бельгії. Усередині Німеччини були знову відкриті старі шахти, а матеріали видобувались з відвалів. Металобрухт перероблявся з поля бою та від цивільного населення. Наприклад, указ від березня 1917 року про переплавлення церковних дзвонів для воєнних потреб, що призвело до втрати 44% дзвонів Німеччини. Інший дефіцит був пом'якшений шляхом заміщення, чому сприяла добре розвинена хімічна промисловість Німеччини та дослідницькі кафедри університетів. Прикладом є видобуток селітри з аміаку, отриманого за допомогою процесу Габера-Боша. Постачання також можна було отримати з країн-учасниць альянсу Центральних держав, таких як боксити для виробництва алюмінію з Австро-Угорщини та нафта з австрійської Галичини. Нафта також імпортувалася сухопутним транспортом з Румунії, доки вона не приєдналася до Антанти в середині 1916 року. 

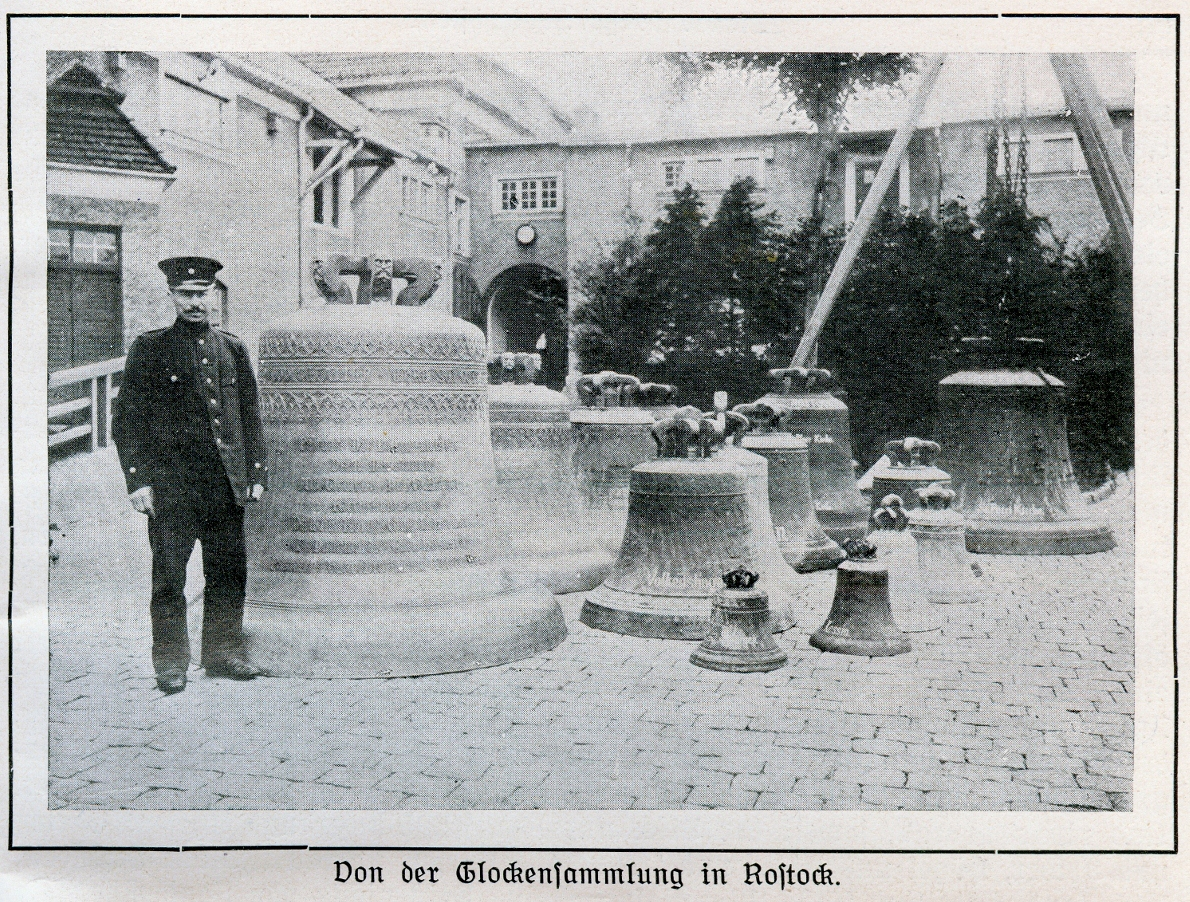
Церковні дзвони для переробки в Ростоку в 1917 році.

Вантажівка Daimler із залізними шинами.

Однак не всі дефіцити можна було усунути. Через брак гуми вантажівки доводилося оснащувати залізними шинами, що обмежувало їхню швидкість до 12 миль на годину (19 км/год). Армія мала пріоритет у закупівлі текстилю та шкіри, тому цивільне населення не могло отримати новий одяг та взуття. Програми озброєння іноді затримувалися або скасовувалися через брак металів. Наприклад, виробництво німецького важкого танка A7V, перший серійний зразок якого був завершений у жовтні 1917 року, але до перемир'я в бойові частини надійшло лише двадцять танків.

### Харчові продукти
Перші англомовні звіти про наслідки блокади продовольства були написані гуманітарними діячами, дипломатами та медичними працівниками, які співчували стражданням німецького народу. Офіційний німецький звіт, заснований на даних про хвороби, ріст дітей та смертність, жорстко критикував союзників, називаючи блокаду злочином проти невинних людей. Перший звіт, замовлений союзниками, був написаний професором А.К. Беллом та бригадним генералом сером Джеймсом Е. Едмондсом, висунув гіпотезу, що блокада призвела до революційних рухів, але дійшов висновку, що «більш ніж сумнівно, чи це правильне пояснення». Німці хотіли припинити війну через дефіцит продовольства. Але робітники влаштували революцію через довгострокову теорію соціалізму. Революціонери у своїх гаслах, наприклад, стверджували, що вони є Arbeitssklaven (робітниками-рабами) монархії. З іншого боку, Едмондса підтримував полковник Ірвін Л. Хант, який відповідав за цивільні справи в американській окупованій зоні Рейнської області, і вважав, що дефіцит продовольства був явищем після перемир'я, спричиненим виключно потрясіннями Німецької революції 1918–1919 років.
Пізніші дослідження також розходяться в думках щодо впливу блокади на постраждале населення під час революції та перемир'я. Дехто вважає, що блокада призвела до поразки Німеччини та Центральних держав у 1918 році. Інші ж вважають, що перемир'я 11 листопада було вимушене подіями на Західному фронті, а не діями цивільного населення. Ідея про те, що повстання тилу призвело до перемир'я, було частиною міфу про удар у спину. Крім того, найбільший союзник Німеччини, Австро-Угорщина, вже підписала перемир'я 3 листопада 1918 року, що наражало Німеччину на ризик вторгнення з півдня. 29 вересня 1918 року генерал Еріх Людендорф повідомив кайзеру, що військовий фронт незабаром розпадеться.

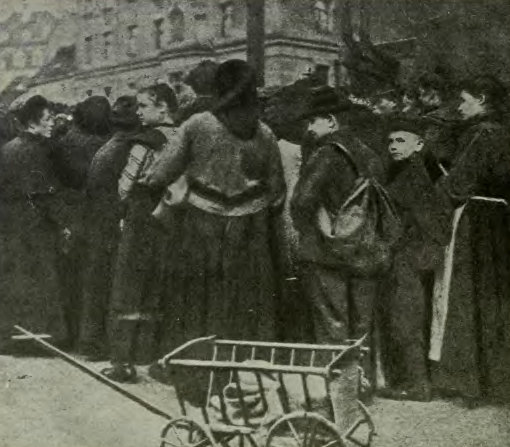
Черга за хлібом у Берліні, 1918 рік.

Усі вчені погоджуються, що блокада зробила великий внесок у результат війни. До 1915 року імпорт Німеччини скоротився на 55% від довоєнного рівня, а експорт становив 53% від того, що було в 1914 році. Окрім дефіциту життєво важливої сировини, такої як нафта та кольорові метали, блокада також позбавила Німеччину поставок добрив, життєво важливих для сільського господарства, що посилилося перенаправленням існуючих запасів на виробництво боєприпасів. Це призвело до того, що основні продукти, такі як зерно, картопля, м'ясо та молочні продукти, стали настільки дефіцитними до кінця 1916 року, що багато людей були змушені натомість споживати сурогатні продукти, включаючи Kriegsbrot («воєнний хліб») та сухе молоко. Дефіцит продовольства спричинив грабежі та заворушення не лише в Німеччині, але й у Відні та Будапешті. Дефіцит продовольства був настільки серйозним, що до осені 1918 року Австро-Угорщина захопила баржі на Дунаї, повні румунської пшениці, що прямувала до Німеччини, що, у свою чергу, загрожувало військовою відплатою. Також, взимку 1916–1917 років стався неврожай картоплі, в результаті чого міське населення було змушене харчуватися переважно шведською ріпою. Цей період став відомим як Штекрюбензима або Ріпова зима.
Винайденням численних харчових сурогатів займався заступник бургомістра Кельна Конрад Аденауер. Під час Першої світової війни він відповідав за постачання міста продовольством, яке ставало дедалі складнішим через британську морську блокаду. Він почав накопичувати продукти харчування та успішно запровадив різні товари-замінники, такі як «кельнський хліб» з рису та кукурудзяного борошна, топінамбур замість картоплі, якої бракувало після неврожаю картоплі у 1916 році, та, нарешті, ячмінь. 2 травня 1915 року він отримав патент на цей «рейнський чорний хліб». Він також винайшов так звану кельнську ковбасу з використанням соєвого борошна, яка була запатентована у Великій Британії у 1918 році. Тому що соєва ковбаса була несумісною з німецькими харчовими нормами. Винайдена соєва ковбаса, яку також називали «ковбасою миру», являла собою тверду оболонку, виготовлену з сої та спецій. Високий вміст білка в сої мав на меті замінити білок з м'яса. 
Хоча йому вдалося пом'якшити найзагрозливіші наслідки ріпної зими 1916—1917 років, кельнці дали йому зневажливе прізвисько «Граупенауер» (Сіра свиня) через незадовільний смак імпортованих ним продуктів і харчових сурогатів.

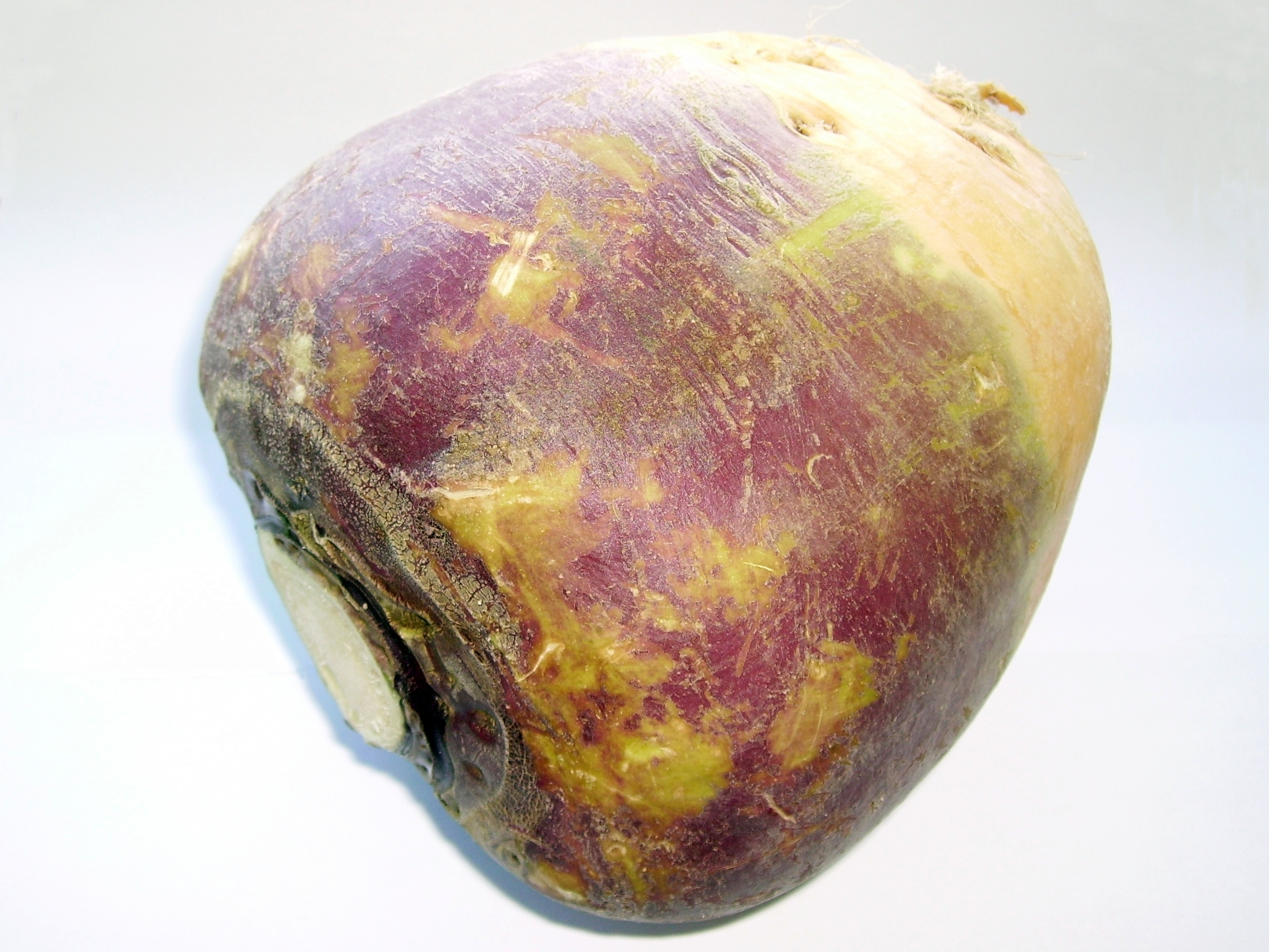
Бруква або шведська ріпа – зазвичай використовується в Німеччині для годування свиней

Рішення замінити картоплю ріпою сильно вплинуло на раціон та харчування німецького народу під час та після війни. На початок війни Німеччина споживала картоплю більше, ніж будь-який інший продукт харчування . Її дефіцит значно змінив гастрономічні смаки німців. Окрім впливу на смаки німців, заміна картоплі не дозволяла німецькому народу отримувати необхідні вітаміни та мінерали, до яких вони звикли. Ріпа впливала не лише на картоплю, а й на хліб. Хліб під назвою Kriegsbrot («Військовий хліб») містив борошно з картоплі. Коли його замінювали замінниками, хліб ставав значно важчим для травлення, що ускладнювало адаптацію організму. Kriegsbrot демонструє, як Ріпова зима досягла і лінії фронту, оскільки солдати сильно постраждали від нестачі їжі. Постійні пошуки замінників під час блокади справді вплинули на здатність німецького народу отримувати їжу в містах. Одна жінка розповідає про цей досвід, кажучи:
Ми всі худнемо з кожним днем, а округлі контури німецької нації стали легендою минулого. Ми всі тепер худі та кістляві, з темними тінями навколо очей, а наші думки здебільшого зайняті роздумами про те, якою буде наша наступна страва, та мріями про те хороше, що колись існувало.
Однак, як вона описує, були не лише фізичні симптоми, а й соціальні наслідки, такі як розграбування продовольчих магазинів після війни. 

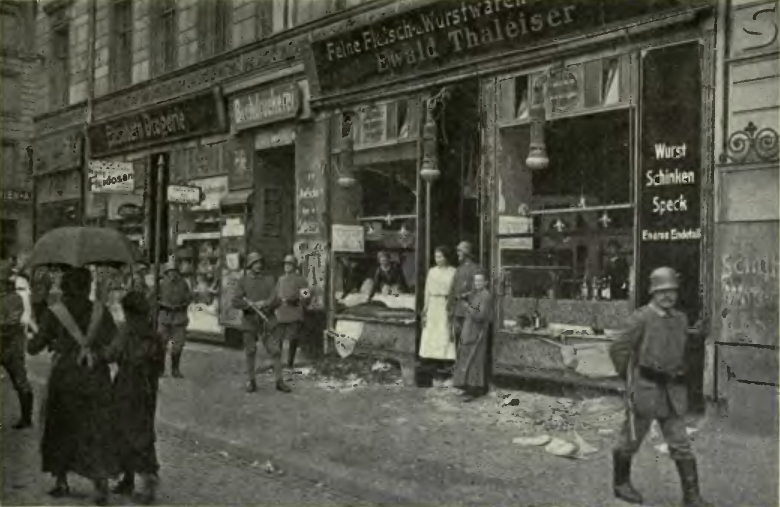
Харчові бунти в Берліні, 1918 року. Розграбований магазин на вулиці Інваліденштрассе.

Німецький уряд зробив деякі спроби протидіяти наслідкам блокади, але їхня ефективність була сумнівною. У 1914 році законодавчий контроль цін на товари першої необхідності спонукав фермерів перейти на нерегульовані продукти, що посилило дефіцит. На початку 1915 року дефіцит картоплі було звинувачено в тому, що цей овоч використовувався для корму свиней, що спровокувало «швайнеморд» або «різанину свиней», яка призвела до надлишку свинини, основного джерела білка для німецького робітничого класу. Після цього виник дефіцит свинини, оскільки за короткий час було забито так багато свиней. Складна система нормування, вперше запроваджена в січні 1915 року, мала забезпечити мінімальні потреби у харчуванні, а «військові кухні» забезпечували дешевим масовим харчуванням збіднілих цивільних осіб у великих містах. Однак пайки складали лише 1000 калорій на день, що вимагало добавок на чорному ринку, які бідні навряд чи могли собі дозволити. 
Німецька політика часто сприяла посиленню дефіциту продовольства. Особливо німецьке суспільство обурював вплив нерівномірного розподілу. Очікувалося, що цивільне населення компенсуватиме блокаду, працюючи старанніше, ніж будь-коли. Наприклад, економічна програма Гінденбурга була запущена 31 серпня 1916 року та була розроблена для підвищення продуктивності праці на воєнних діях шляхом обов'язкового працевлаштування всіх чоловіків віком від 17 до 60 років, але досягла лише часткового успіху. Але німецька влада виділила міському цивільному населенню, що становило 67% населення, лише третину врожаю зерна. Справжнім пріоритетом були військові, оскільки 10% населення у збройних силах отримували 30% зерна та 60% м'ясних продуктів, на додаток до продуктів харчування з окупованих територіях. Навіть коли напередодні перемир'я назрівала продовольча криза, армія створила резерв у 1,5 мільйона тонн зерна (еквівалент 7 місяців довоєнного імпорту), а також інші продукти харчування, для можливої останньої відчайдушної битви.

## Після перемир'я
Перша світова війна закінчилася перемир'ям 11 листопада 1918 року:
Двадцять шість – Існуючі умови блокади, встановлені союзними та асоційованими державами, залишаються незмінними, а всі німецькі торговельні судна, що знаходяться в морі, залишаються під загрозою захоплення. Союзники та Сполучені Штати повинні розглянути питання про постачання Німеччини під час перемир'я в тій мірі, в якій це буде визнано необхідним.
—  Документ про перемир'я

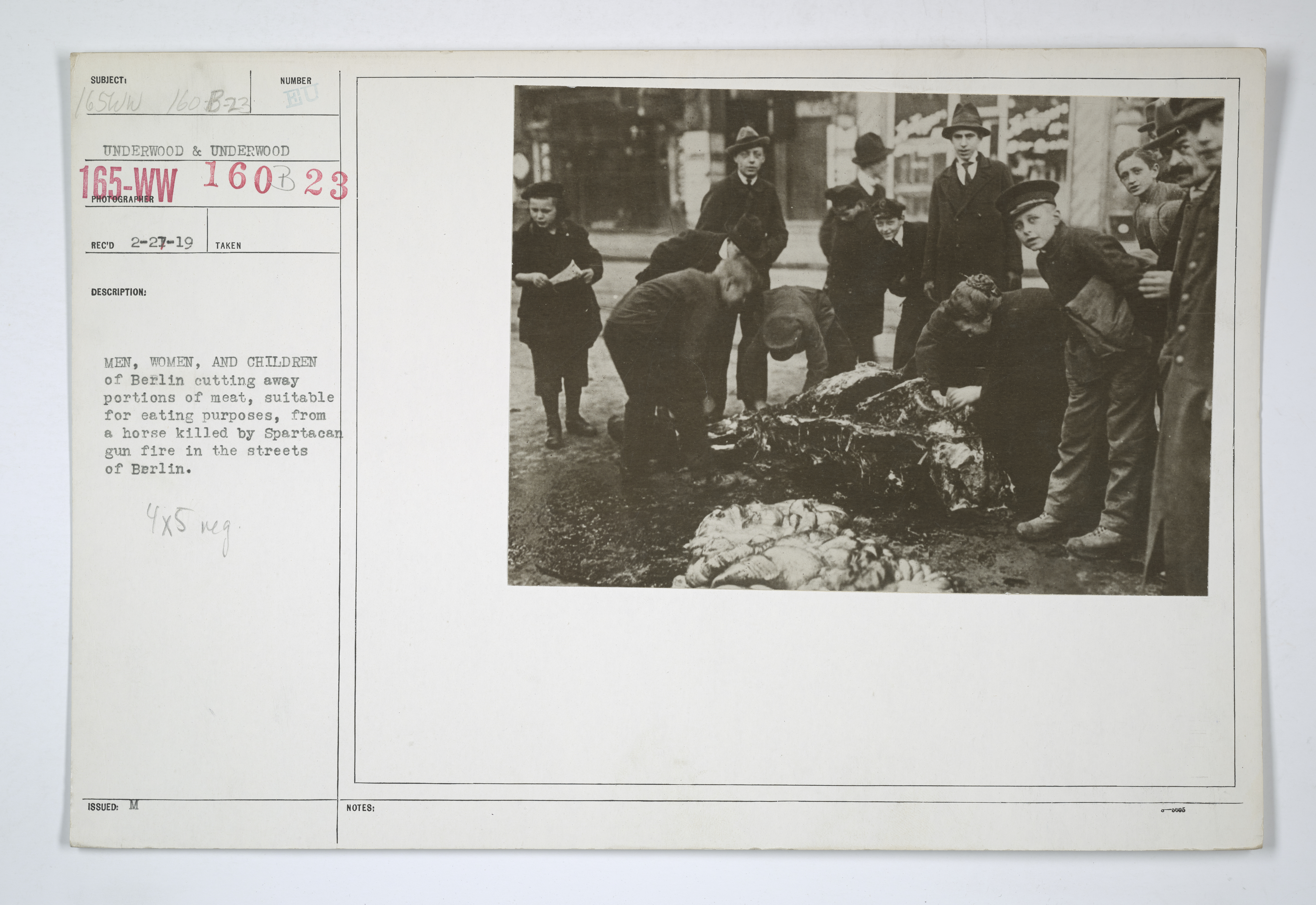
Мешканці Берліну розбирають тушу коня на м'ясо. 1919 рік.

Морська блокада продовжувалася до підписання Німеччиною офіційної мирної угоди. На початку 1919 року продовольчий пайок у німецьких містах становив у середньому 1500 калорій на день. У короткостроковій перспективі Німеччина запобігала голоду, споживаючи резерви. Уряд перерозподіляв запаси з військових резервів, але такі запаси не могли тривати вічно. 

Американці були найбільше стурбовані поганими умовами в Німеччині, причому американський адміністратор з питань продовольства Герберт Гувер бажав майже негайного припинення блокади, щоб США могли продавати свої надлишки. Французи були найбільш вороже налаштовані, боячись відновлення німецьких військових сил. Їх влаштовувало фізичне виснаження німецького населення, включно з голодом. Британія була десь посередині, а Вінстон Черчилль був однією з фігур, які звернули на це увагу. У березні він наголосив на необхідності швидкого врегулювання в Палаті громад Великої Британії: 
«Ми тримаємо всі наші засоби примусу в повній експлуатації або в негайній готовності до використання. Ми енергійно забезпечуємо дотримання блокади. У нас є сильні армії, готові наступати в найкоротші терміни. Німеччина дуже близька до голоду. Докази, які я отримав від офіцерів, направлених Військовим міністерством по всій Німеччині, показують, по-перше, великі злидні, яких страждає німецький народ, і, по-друге, велику небезпеку краху всієї структури німецького соціального та національного життя під тиском голоду та недоїдання. Тому зараз саме час врегулювати ситуацію».

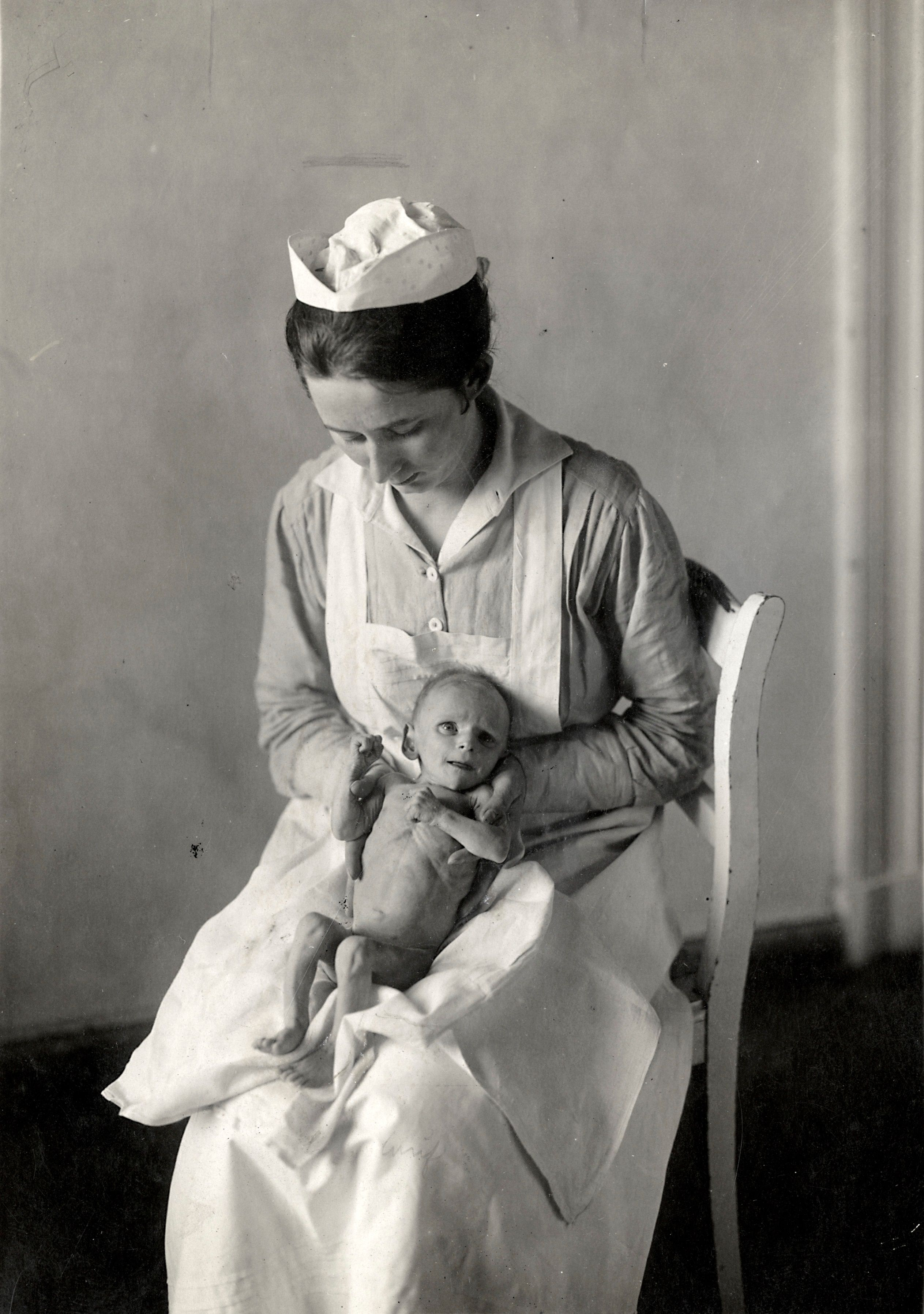
Доглядальниця з сиротинця з дитиною, яка голодує. Берлін, 1920 рік.

Переговори затягнулися з незначним прогресом протягом перших чотирьох місяців. Хоча в перемир'ї згадувалося про постачання продовольства, Антанта зволікала з такими питаннями, як право на рибальство та те, як Німеччина може купляти продовольство. Що стосується німців, то під час переговорів з січня 1919 року по березень 1919 року вони відмовилися погодитися на вимогу союзників тимчасово передати свої торговельні судна під їхній контроль, щоб забезпечити транспортування. Голова німецької делегації з питань перемир'я Матіас Ерцбергер хотів гарантій того, що імпорт продовольства може фінансуватися за рахунок іноземних кредитів, що належать німецьким підприємствам. Лідери промисловості та уряду побоювалися, що союзники можуть конфіскувати флот як репарації, щоб отримати конкурентну перевагу над німецькою промисловістю. В приватному порядку німецька влада спочатку розглядала перемир'я лише як тимчасове припинення війни (щоб вони могли перегрупувати свої сили) і побоювалася, що коли бойові дії знову спалахнуть, кораблі будуть повністю конфісковані. У січні німецькі чиновники повідомили американського представника в Берліні, що нестача продовольства не стане критичною до кінця весни, причому деякі лідери наполягали на затримці поставок, щоб уникнути посилення німецьких лівих сил. Зрештою, продовольство почало надходити на американські кораблі в березні, і, зіткнувшись із загрозою продовольчих бунтів, Німеччина нарешті погодилася здати свій флот 14 березня 1919 року. Союзники дозволили Німеччині під своїм наглядом імпортувати 300 000 тонн зерна та 70 000 тонн в'яленої свинини на місяць до серпня 1919 року, що зробило її найбільшим одержувачем імпорту продовольства. Решта обмежень були остаточно зняті 12 липня 1919 року після підписання Німеччиною Версальського договору.

## Кількість жертв
За оцінками офіційної німецької статистики, 763 000 цивільних смертей від недоїдання та хвороб були спричинені блокадою Німеччини. Статистичні дані взято зі звіту Національного управління охорони здоров’я Німеччини, опублікованого в грудні 1918 року. За його оцінками від блокади загинули 762 796 цивільних осіб. В звіті стверджувалося, що ця цифра не включала смерті, спричинені епідемією іспанського грипу в 1918 році, оскільки дані за останні шість місяців 1918 року були оцінені за перші шість місяців.

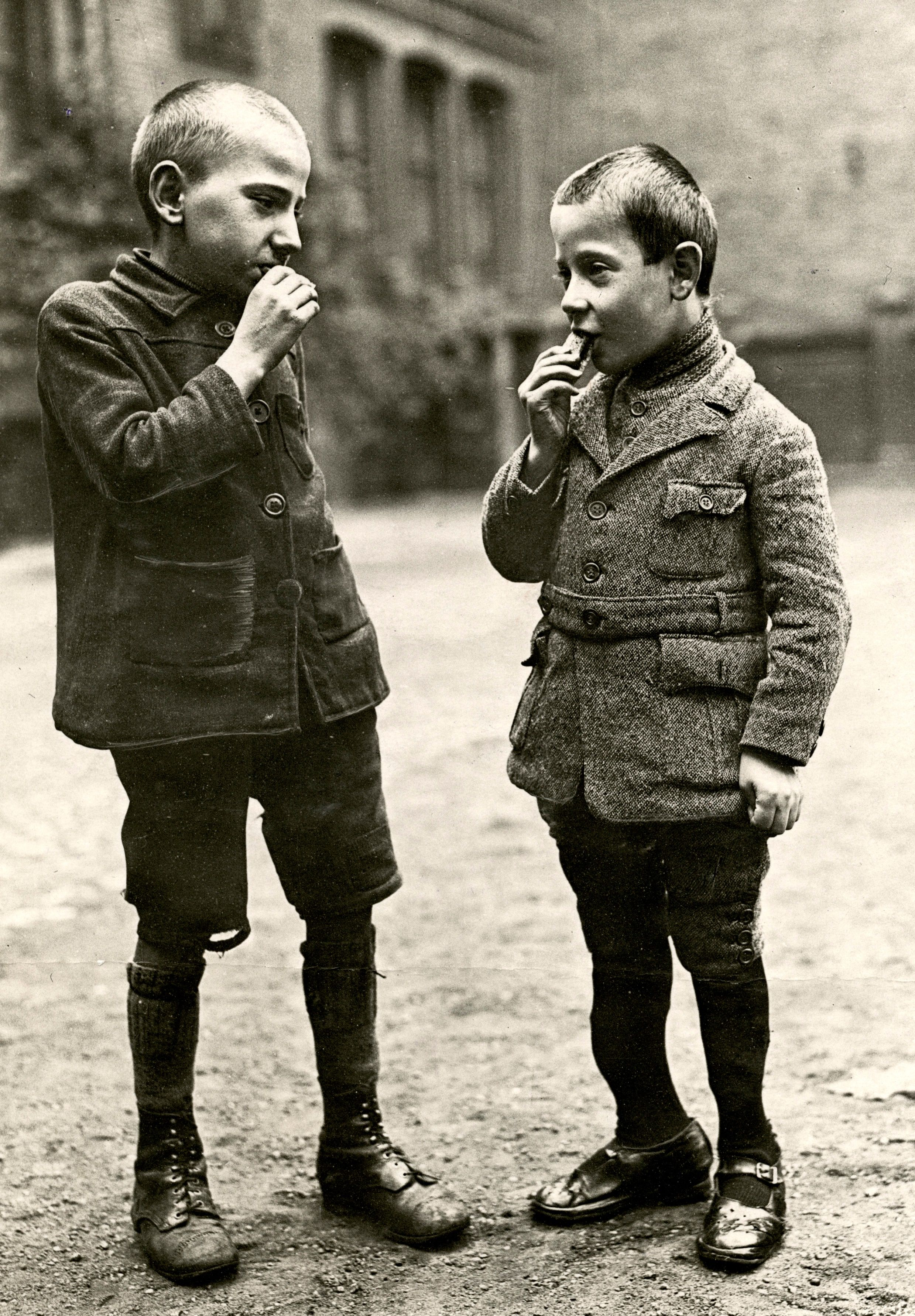
Два хлопчики, які жують шматок хліба. Берлін, 1924 рік.

Пізніше, ця оцінка була піддана жорсткій критиці. Моріс Пармелль стверджував, що «дуже неточно приписувати блокаді всі смертні випадки, які перевищують довоєнну смертність», і вважав, що німецькі цифри були «дещо перебільшеними», тоді як у 1985 році К. Пол Вінсент писав, що методологія оцінки була «особливою», і тому оцінку неможливо підтвердити, можливо, занадто високою. Історик Алан Крамер зазначає, що багато авторів сприйняли цю оцінку за чисту монету, але попереджає, що вона походить із упередженого джерела в контексті «тремтячої націоналістичної ненависті». Німецькі претензії були висунуті, коли Німеччина вела пропагандистську кампанію, спрямовану на припинення союзницької блокади Німеччини після перемир’я. Німеччина також підняла питання про блокаду союзників, щоб протистояти звинуваченням у використання Німеччиною необмеженої підводної війни.
У 1928 році німецьке наукове дослідження, спонсороване Фондом Карнегі за міжнародний мир, надало ретельний аналіз загибелі німецького цивільного населення під час війни. Дослідження оцінило 424 000 смертей, пов’язаних з війною, серед цивільних осіб віком від одного року в Німеччині, не враховуючи Ельзас-Лотарингію. Автори пояснюють, що кількість смертей серед цивільного населення, що перевищує довоєнний рівень, головним чином спричинила нестача їжі та палива в 1917–1918 роках. Дослідження також з'ясувало ще 209 000 смертей від іспанського грипу в 1918 році. Дослідження, спонсороване Фондом Карнегі за міжнародний мир у 1940 році, оцінило кількість загиблих серед цивільного населення Німеччини в понад 600 000. Ґрунтуючись на німецькому дослідженні 1928 року, звіт стверджував: «Ретельне розслідування привело до висновку, що кількість «цивільних» смертей, пов’язаних із війною, становила 424 000, до цього числа слід додати приблизно 200 000 смертей, спричинених епідемією грипу».
Історик і демограф Джей Вінтер підрахував, що в Німеччині було 300 000 зайвих смертей від блокади, після вирахування смертей від епідемії грипу.. У 2014 році Крамер підрахував, що, начебто надмірна смертність серед британського цивільного населення зростала швидше, ніж у Німеччини (1,3%, порівняно з ~1%) у Німеччині. У той час як британці не страждали від голоду (оскільки кампанія підводних човнів не досягла своїх цілей), смертельні випадки відбувалися від хвороб, пов’язаних із поганими умовами війни.
Офіційні німецькі дані про кількість загиблих унаслідок блокади не охоплюють післявоєнний період, хоча доктор Макс Рабнер у квітневій статті 1919 року стверджував, що 100 000 німецьких мирних жителів загинули внаслідок продовження блокади Німеччини після перемир’я. Британський антивоєнний активіст Лейбористської партії Роберт Сміллі виступив із заявою в червні 1919 року, засуджуючи продовження блокади та наводячи ту саму цифру.
З більш сучасної точки зору, у 1985 році К. Пол Вінсент виявив, що немає достовірних даних про кількість загиблих за період одразу після листопадового перемир’я 1918 року, але стверджує, що для німецького народу це були найбільш руйнівні місяці, оскільки «жалюгідний стан Німеччини ще більше погіршувався». Н. Говард відносить половину своєї загальної оцінки 474 085 надлишкових смертей серед цивільного населення (включаючи грип) у післявоєнний період, але приписує близько 100 000 голоду, що почався в перший місяць. Ситуація значно покращилася після того, як солдатські ради здійснили рейд на великі військові продовольчі запаси (зарезервовані для продовження війни) і передали їх цивільному населенню.
Саллі Маркс стверджує, що звіти про голодну блокаду, буцімто,  є «міфом», оскільки гірші умови виникли в той же час у Бельгії та регіонах Польщі та північної Франції, які окупувала Німеччина, і зазначає відомі випадки сфабрикованих звітів про голодуючих дітей. Мері Кокс відкидає такі аргументи, пишучи, що навіть незважаючи на те, що німецькі звіти (включно з «химерними» фотографіями голодуючих дітей) були перебільшені заради політичного ефекту, навіть враховуючи те, що деякі частини Європи, можливо, постраждали ще гірше: мільйони німців все одно страждали від інтенсивного дефіциту харчування, в чому навмисна політика союзників відіграла свою роль. 

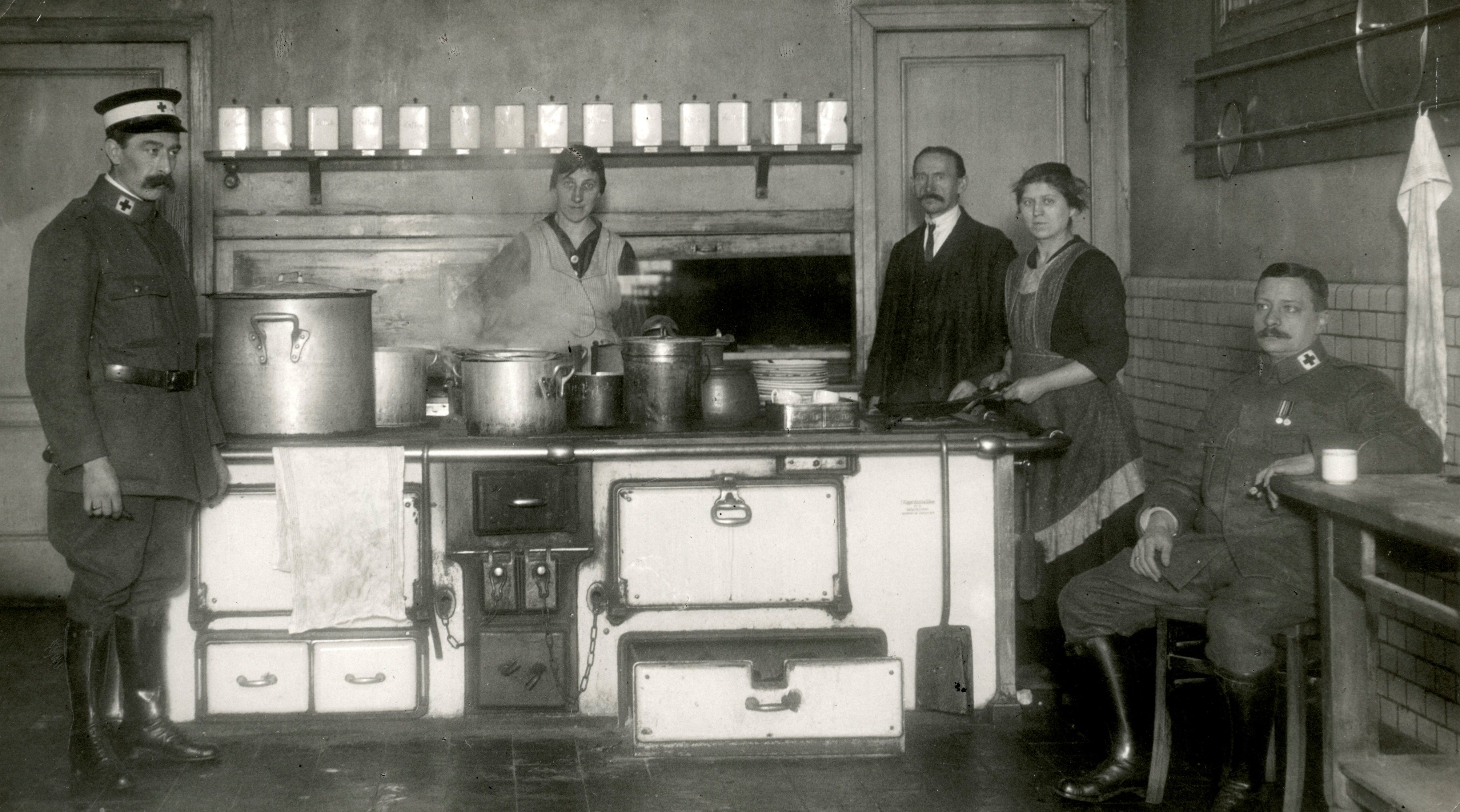
Кухня, де щодня роздають їжу для голодуючого населення. Продукти надходить від голландського Червоного Хреста. Берлін, 1924 рік.

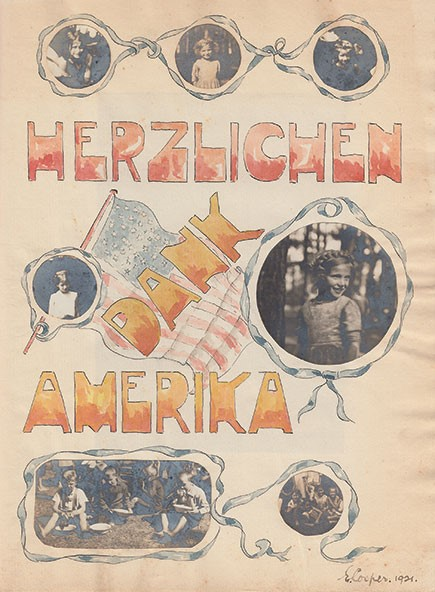
«Щиро дякую Америко». Альбом із записками, переданий програмі допомоги американським квакерам для допомоги німецьким дітям, 1921 рік.

Вплив на дитинство Кокс оцінив за допомогою нещодавно відкритих даних, заснованих на зрості та вазі майже 600 000 німецьких школярів, які були виміряні між 1914 і 1924 роками. Дані вказують на те, що діти страждали від серйозного недоїдання. Клас був головним фактором, оскільки діти робітничого класу постраждали найбільше, але найшвидше відновлювалися після війни. Відновлення до нормального стану стало можливим завдяки масовій продовольчій допомозі, організованій Сполученими Штатами та іншими колишніми ворогами.

## Вплив
Морська блокада Німеччини, нарівні з нормування харчових продуктів, дала поштовх для використання продовольчої політики як засобу для досягнення військово-політичних цілей. Якщо раніше голод і його наслідки був стихійним наслідком війн та облог, то під час Першої світової війни він вперше став частиною військової стратегії. Цей досвід мав вплив на політику комуністичного та нацистського тоталітарних режимів, а також військові конфлікти ХХ століття.
Наслідки блокади, нестачі продовольства та голод мали вплив при становленні Веймарської республіки — першої німецької демократії. Вони підживлювали політичну нестабільність та екстремістські настрої. Пам'ять про блокаду стала частиною реваншистського міфу про удар ножем в спину німецьким військам та зраду політиками інтересів народу, який страждав від злиднів та голоду. Це сприяло, у свідомості багатьох німців, поясненню поразки Німеччини «ударом в спину». Причиною поразки оголошували не військові невдачі, а євреїв, лібералів, спекулянтів війни та інших ворогів на внутрішньому фронті, які змарнували військові здобутки.
Блокада мала великий вплив на політику Німеччини під час Другої світової війни. Нацисти пам'ятали, що саме блокада призвела до падіння продуктивності праці та сприяла розпаду Німецької імперії. Крім того, відсутність продовольчої безпеки, яку німці зазнали під час Першої світової війни, посилила намір уникнути голоду будь-якою ціною. Нацисти робили все, щоб забезпечити німецьке населення необхідним за рахунок окупованих територій. Через це, створення системи нормування вдалось відтягнути до грудня 1944 року.
Відсутність продовольчої безпеки під час блокади глибоко вплинула на Гітлера та нацистський рух аж до створення плану територіальної експансії на схід. 11 серпня 1939 року Гітлер заявив верховному комісару Ліги Націй Карлу Якобу Буркхардту: «Мені потрібна Україна, щоб ніхто не зміг знову вморити нас голодом, як минулого разу». Гітлер поклявся, що Німеччина більше ніколи не зазнає поразки через брак ресурсів. У своїй неопублікованій другій книзі він скаржився на те, що «німецький народ сьогодні ще менше в змозі, ніж у роки миру, прогодувати себе з власної землі та території». У 1936 році він із захопленням говорив про «незліченні сировинні ресурси» на Уралі, «багаті ліси» Сибіру та «незліченні сільськогосподарські угіддя» України.
В Совєтському Союзі централізований розподіл продовольства теж став наслідком Першої світової війни. Планова економіка і постійна підготовка до війни виснажували господарство підірване політикою воєнного комунізму. Обмеження доступу до їжі, маніпуляції з її розподілом стали засобом контролю над суспільством. На відміну від Німеччини, Совєтський Союз менше залежав від зовнішнього постачання, а здійснення морської блокади ззовні було малоймовірним. Втім, це не заважало використати продовольчі блокади  у внутрішній політиці. У січні 1931 року за рішенням Політбюро ЦК ВКП (б) Наркомат постачання СССР ввів всесоюзну карткову систему розподілу основних продуктів харчування і непродовольчих товарів. Картки видавалися тільки тим, хто працював у державному секторі економіки (промислові підприємства, державні, військові організації і установи, радгоспи), а також їх утриманцям. Поза державною системою постачання виявилися селяни та позбавлені політичних прав (лишенці). Разом вони становили понад 80 % населення країни. Їх права і доступ до продовольства були обмежені. 
Найбільш радикальною формами продовольчих обмежень стала практика «чорних дошок» та блокада населених пунктів під час Голодомору в Україні. 15 грудня ЦК КП(б)У затвердив список з 82 районів, куди припинялося постачання продуктових та промислових товарів. Крім блокади внутрішніх адміністративних одиниць, наприкінці 1932 — на початку 1933 року запроваджено блокаду самої Української ССР. Українські селяни втікали в сусідні області Російської СФСР, де не було голоду. Так звана «харчова» блокада України організована силами внутрішніх військ і міліції. Було заборонено виїзд селян з УССР. Разом із цим, громадянам, які в'їжджали в Українську ССР з Російської СФСР було заборонено провозити харчі без дозволу держави. За відсутності природних та географічних бар'єрів була створена штучна блокада та ізоляція. Це свідчить про організацію Голодомору саме як військової операції проти українців у 1932-1933 роках.